# Бровничи (Брянская область)
Бровничи — село в Новоропском сельском поселении Климовского района Брянской области.

## Население
| 2010 | 2013 |
| ---- | ---- |
| 66   | ↘58  |

## Инфраструктура
До 1970-х годов в селе имелись: магазин, почта, скотня, кошарня, огромный колхозный сад, большой тракторный стан, большая столовая, прачечная, кухня, постоялый двор. Село состояло из двух улиц. За Крестьянской улицей, немного за пределами села, сохранились остатки зерносушильного комплекса (КЗС).
Крестьянская улица расположена на естественном русле реки, река ушла, а русло осталось, весной в половодье по улице течет вода малой речкой, на улице много переходных мостков.
Новая улица асфальтированная, через неё проходит дорога на Сушаны.

## Русская православная церковь
Ранее в Бровничах была Петропавловская церковь (в 1747 году - священник Михаил Васильевич), однако в 1933 году её превратили в зернохранилище (до настоящего времени не сохранилась).

## Люди, связанные с селом
В селе родился Герой Советского Союза Павел Ковалевский.